# 石部神社 (小松市)
石部神社（いそべじんじゃ）は、石川県小松市古府町にある神社。式内社、加賀国総社で、旧社格は郷社。

## 祭神
祭神は櫛日方別命であるが、『加賀國式内等舊記』などには大物主神と記されており、近世には船見山王明神と呼ばれていた。

## 歴史
創祀年代は不詳であるが。加賀国が越前国から分国された弘仁14年（823年）よりも前から存在していたと伝えられ、加賀国の国府の南に位置したところから府南社との別名があった。ただし、『白山之記』には府南社の創建は加賀国が越前国されたときであるとしている。延喜式神名帳には「加賀国能美郡 石部神社」と記載され、小社に列している。
当社が加賀国総社とみられており、一時は隆盛を誇ったが安元2年（1176年）の涌泉寺事件以降勢力が衰えた。慶長5年（1600年）に丹羽長重により社殿の修理などが施され、江戸時代には歴代の加賀藩藩主の保護を受けた。また、当社が加賀国一宮であると考えられていた時期もあり、白山比咩神社と論争になった。

## 境内

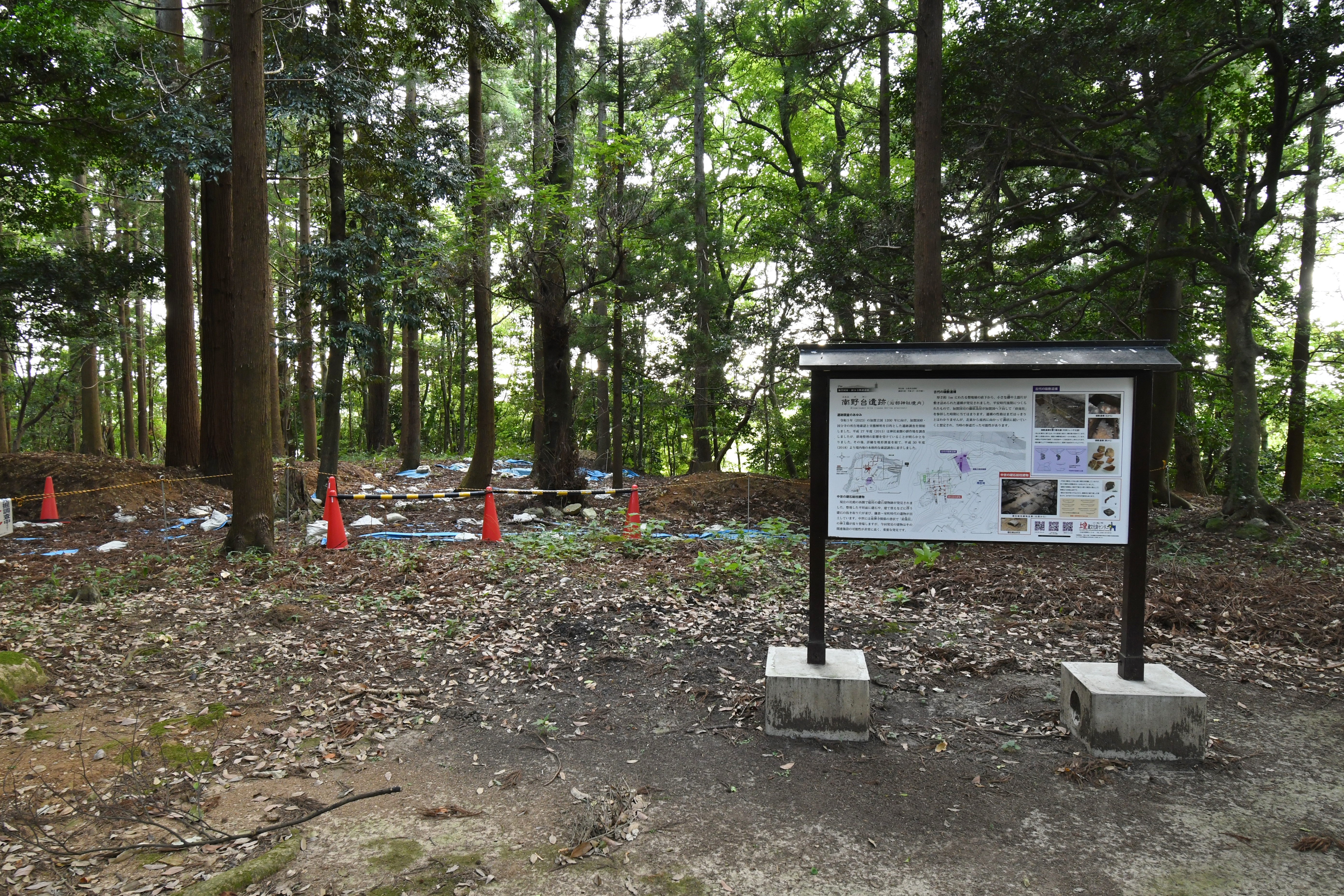
境内の南野台遺跡
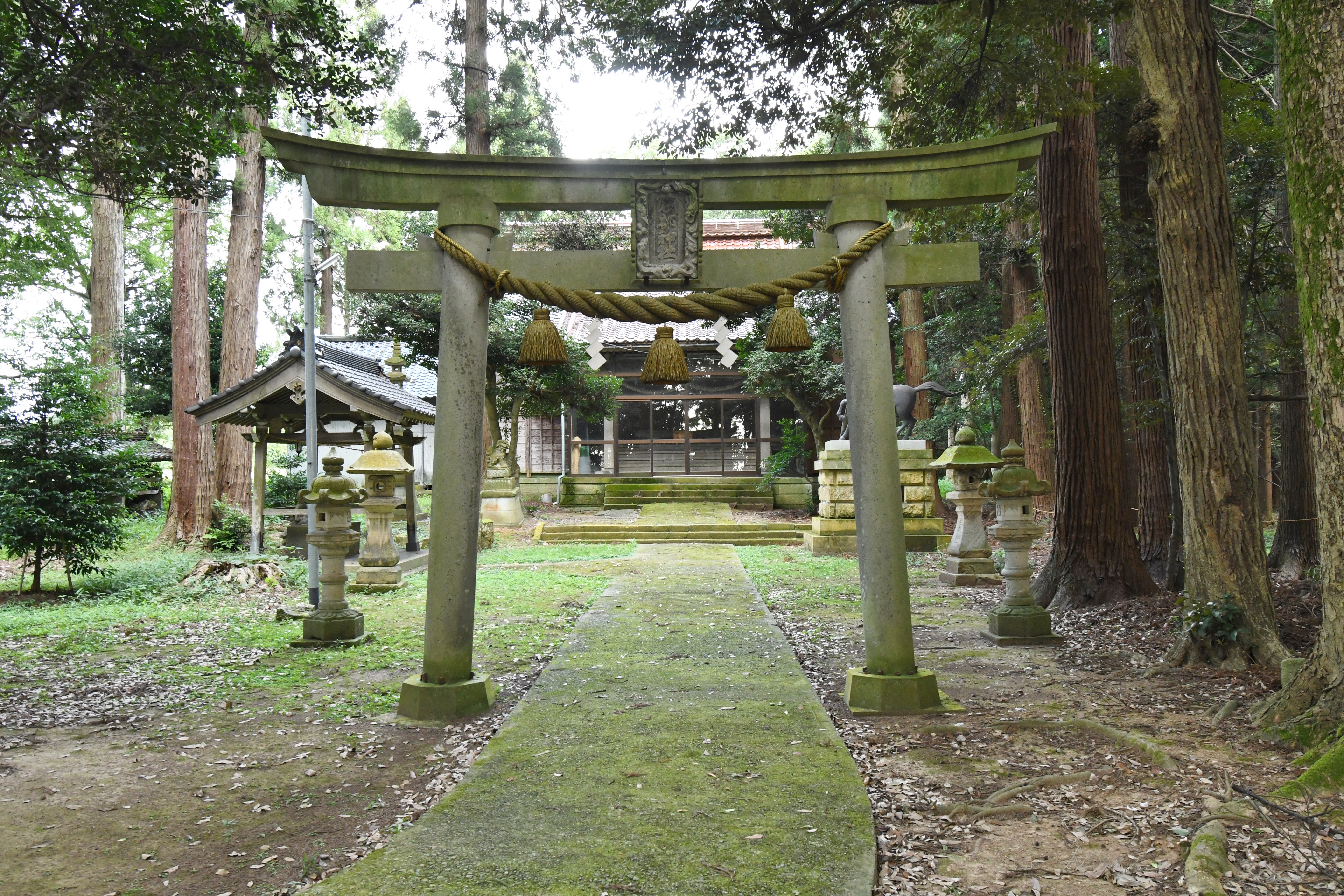
境内鳥居
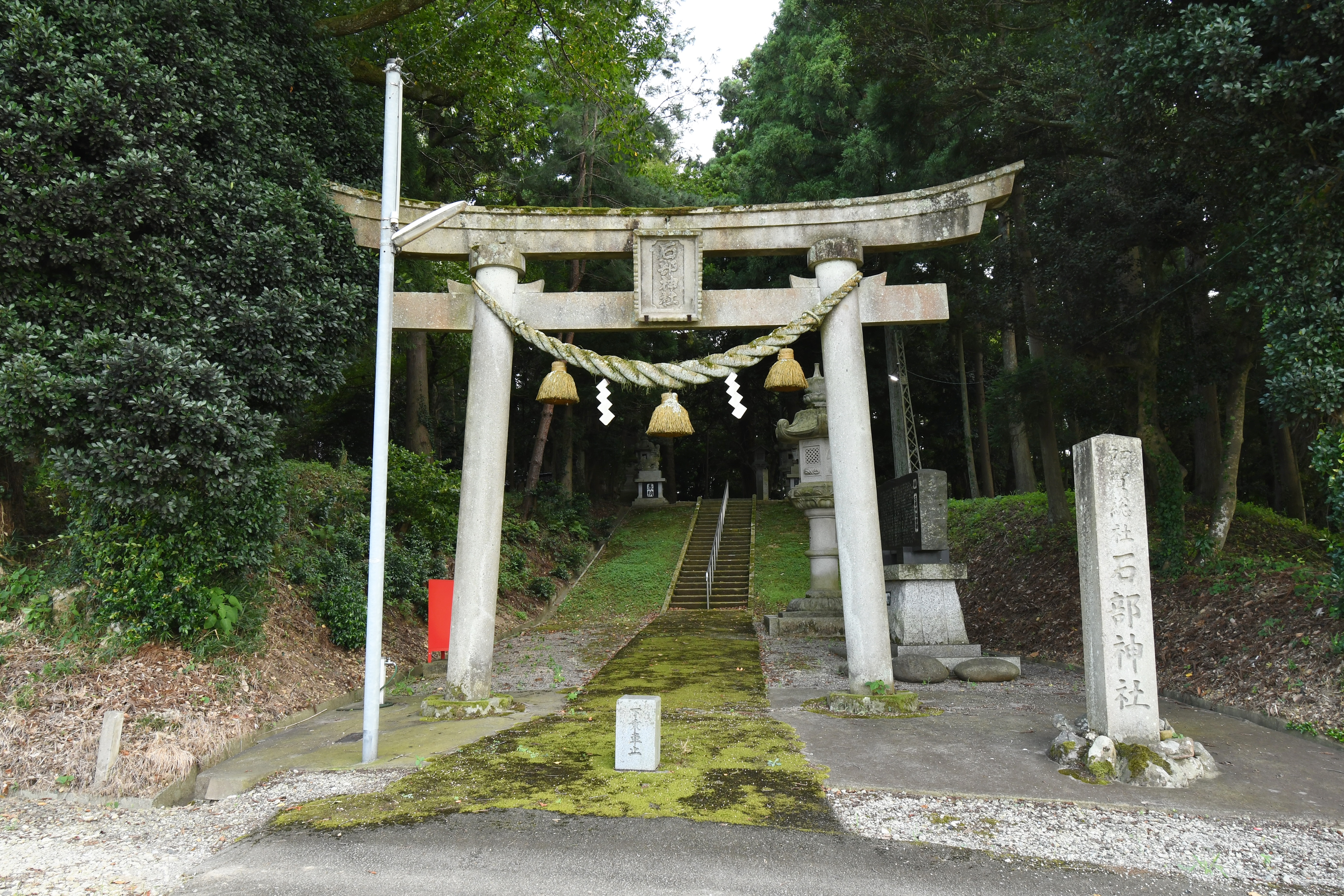
大鳥居
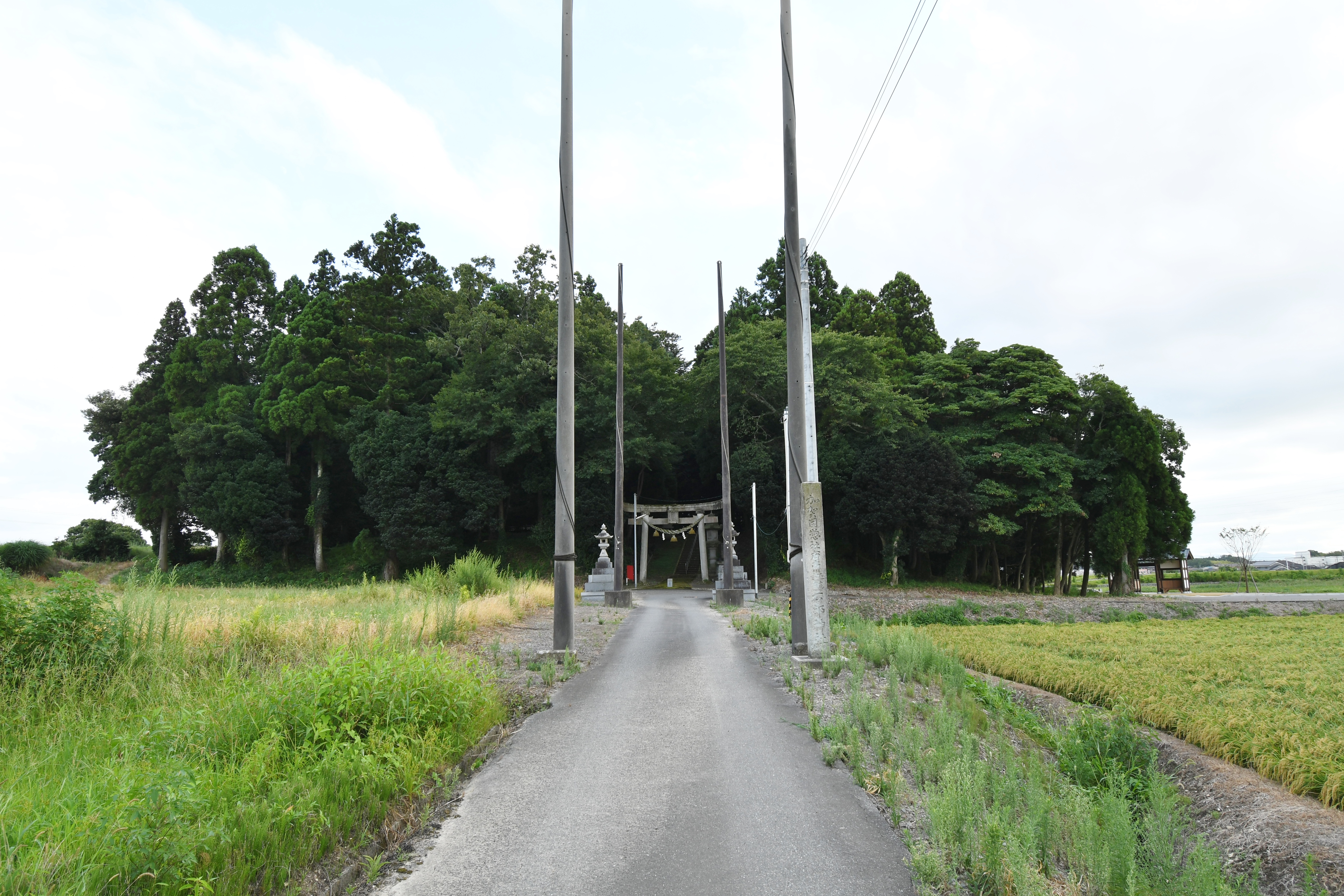
社叢遠景